# Formo

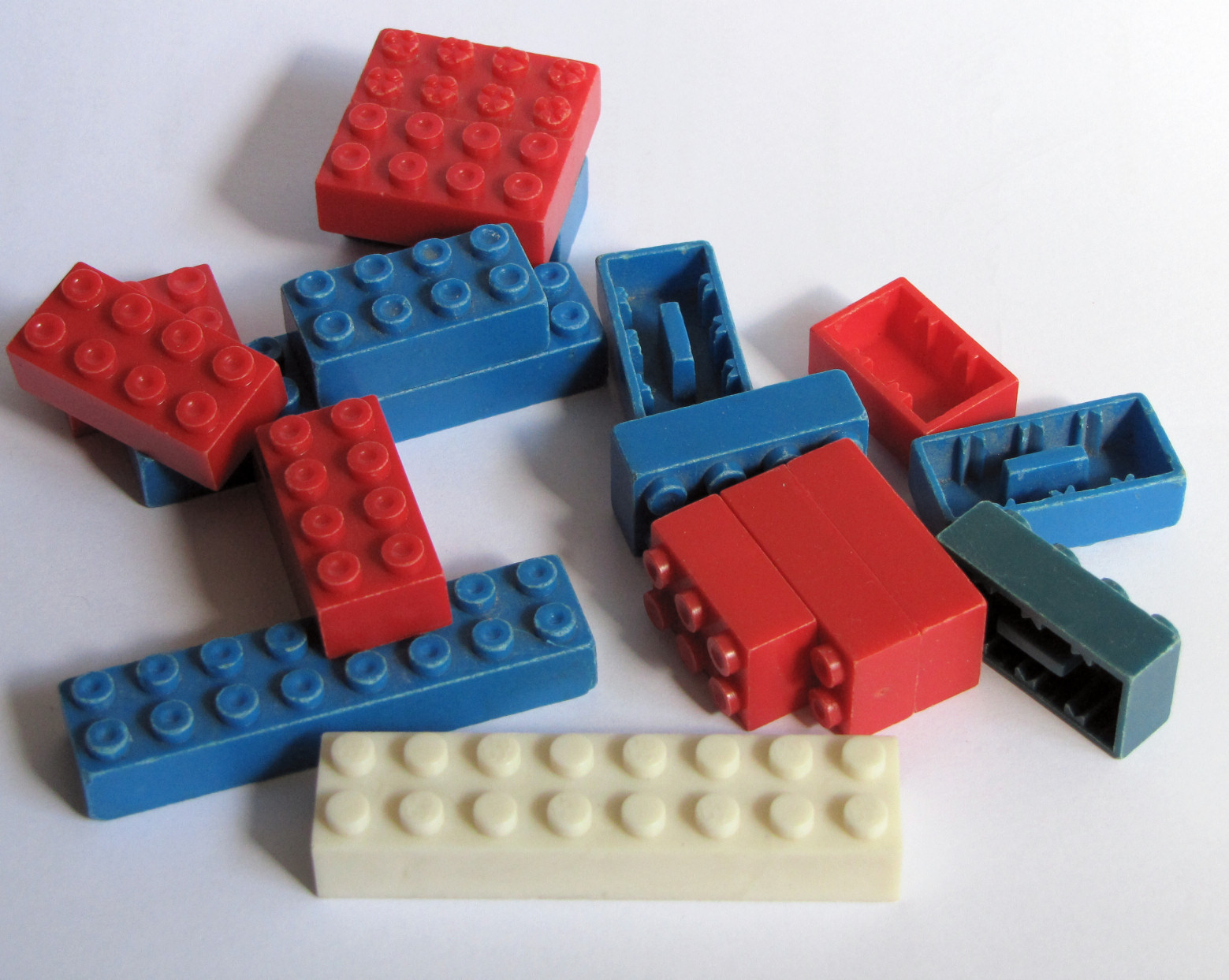
Rote und blaue Formo-Steine aus der DDR, im Vordergrund ein weißer Pebe-Stein zum Vergleich

FORMO ist der Name eines Spielwarenherstellers der DDR, der in Gotha ansässig war und Klemmbausteine in den verschiedensten Farben herstellte und seit 2003 auch wieder herstellt. In ihrem Konstruktionsprinzip ähneln sie dem Einzapfsystem der Lego-Teile.

## Firmengeschichte und -philosophie
Der VEB Gothaer Kunststoffverarbeitung entwickelte in der DDR das FORMO-Bausteinsystem Ende der 1960er Jahre und vertrieb es bis 1990. Es besaß ein abweichendes Rastermaß und war zu PEBE, dem zweiten Bausteinsystem in der DDR, nicht kompatibel. Seit 2003 werden die Bausteine wieder hergestellt – allerdings ohne die Funktionsbausteine für Räder und Getriebe. Die Produktion findet an historischer Stätte in Gotha statt. Das Vertriebszentrum befindet sich in Rochau (bei Stendal).
Die Steine sind leicht zusammenzustecken und ohne Probleme zu trennen. Durch die Verwendung verschiedener Rohstoffe im Produktionsprozess gab es in der DDR bei den Bausteinen Abweichungen in Qualität und Farbe. Einige Zeit wurden nur gelbe und weiße Steine, dann über Jahre nur blaue und rote Steine hergestellt. Das FORMO-Bausteinsystem beruht wie viele Bausteinsysteme auf dem Prinzip des Einzapfens. Der Ursprung dieser Methode liegt im 19. Jahrhundert. Vorbild sind die aus Steinmehl gepressten Ankerbausteine. Unter dem Namen FORMO system und FORMO constanti kamen verschiedene Baukästen in den Handel. Ein Getriebe- und Radbaukasten erschien wenig später unter dem Namen FORMO mobili.
Eine Besonderheit war der Modellbausatz Palast der Republik, der als Souvenir erhältlich war und mit dem sich dieses Gebäude bauen ließ.

## Bausteine
Es gibt zwei Bausteinhöhen (volle und halbe Höhe) in einer ein- und einer zweireihigen Ausführung der Zapfen. Die Formbausteine sind in den Längen von einer Noppe, sowie in den Längen zwei, drei, vier und acht Noppen im System vorhanden. Ergänzt werden die Bausteine durch Grundplatten, Fenster und Türen. Besonders vielfältig sind die Möglichkeiten der Dachkonstruktionen. Es gibt Steine in verschiedenen Längen für ein Flachdach, Dachsteine in verschiedenen Längen und dazugehörige Firststeine und zusätzlich Dachziegel. Mit diesen können Dächer wie im Vorbild mit Ziegeln eingedeckt werden. Ergänzt wird das Sortiment durch passende Dachlatten, Giebelsteine und Firstziegel. Die fehlenden Funktionsbausteine und andererseits die Vielzahl der Dachsteine erlauben insbesondere Modelle von Häusern und ähnlichen Bauwerken. Die mitgelieferten Baupläne zu den Baukästen sind ähnlich denen der Ankerbausteine skizziert. Die Anleitung als Bauideen der Grundbaukästen stellen vor allem Häuser, Betriebe, Tankstellen dar.
FORMO-Bausteine sind laut Hersteller für Kinder ab vier Jahren geeignet. Sie bilden eine Grundlage für die Farb- und Formenlehre im Kindergarten und in der Grundschule. Die Bausteine werden in Startsets mit allen Bausteinen für die ersten Konstruktionen angeboten.
Formo- und Lego-Bausteine sind wegen der unterschiedlichen Basismaße nicht kompatibel, aber aus Formo-Dachsteinen und schmalen Lego-Steinen der Maße 1 × 4 oder 1 × 8 lassen sich stabile Übergänge zwischen beiden Systemen herstellen.